# ジョエル・コーエン (脚本家)
ジョエル・コーエン（Joel Cohen）は、アメリカ合衆国の脚本家である。映画『12人のパパ』、『トイ・ストーリー』、『ガーフィールド』などで知られる。アレック・ソコロウと共同執筆することが多い。
『トイ・ストーリー』では、ジョス・ウィードン、アンドリュー・スタントン、ジョン・ラセター、ピート・ドクター、ジョー・ランフト、ソコロウと共に第68回アカデミー賞脚本賞にノミネートされた。
脚本作以外には、ソコロウと共同監督した『Monster Mash: The Movie』（1995年）、製作総指揮した『Gnomes and Trolls: The Secret Chamber』（2008年）がある。

## フィルモグラフィ

### 映画
- 地獄のシスター Sister, Sister (1987) 脚本
- アーメン・ホラー・ショー/霊感商法をブッとばせ Pass the Ammo (1988) 脚本
- トイ・ストーリー Toy Story (1995) 脚本
- Monster Mash: The Movie (1995) 監督・脚本
- ランナウェイ Money Talks (1997) 脚本
- グッバイ・ラバー Goodbye Lover (1998) 脚本
- 12人のパパ Cheaper by the Dozen (2003) 脚本
- ガーフィールド Garfield: The Movie (2004) 脚本
- ガーフィールド2 Garfield: A Tail of Two Kitties (2006) 脚本
- エバン・オールマイティ Evan Almighty (2007) 原案
- チャーリーと18人のキッズ in ブートキャンプ Daddy Day Camp (2007) 原案
- Gnomes and Trolls: The Secret Chamber (2008) 製作総指揮

### コンピュータゲーム
- Freaky Flyers (2003) 脚本
- スカイランダース スパイロズ・アドベンチャー (2011) 原案